# Carlia rhomboidalis
Carlia rhomboidalis är en ödleart som beskrevs av  Peters 1869. Carlia rhomboidalis ingår i släktet Carlia och familjen skinkar. Inga underarter finns listade.